# Валютный кризис
Валютный кризис — обострение противоречий в сфере валютно-кредитных отношений вплоть до критической ситуации, проявляющейся в резких колебаниях курсов валют на валютных рынках, исчерпанием валютных резервов страны, несбалансированности платёжных балансов.

## Характеристики валютного кризиса
Пол Кругман с соавторами предлагают определение типа «узнаю, когда вижу»: по их мнению, валютный кризис характеризуется порочным кругом, когда вкладчики пытаются избавиться от валюты, ожидая падения её курса, а валюта падает из-за действий вкладчиков.
МВФ определяет ситуацию как валютный кризис, когда «спекулятивная атака на обменный курс приводит к девальвации (или резкому обесценению) валюты либо заставляет власти для защиты валюты значительно расходовать иностранные резервы или резко поднимать процентные ставки». Спекулятивное давление на валютном рынке можно измерить с помощью предложенного Б. Эйхенгрином, Э. Роузом и Ч. Выплошом средневзвешенного индекса, включающего следующие переменные: номинальный валютный курс, потерю иностранных резервов и изменение процентных ставок. Спекулятивная атака может закончиться либо успехом, либо провалом. Ситуация в случае успеха спекулянтов носит название «валютный крах», для определения которого многие исследователи придерживаются критериев, предложенных Дж. Френкелем и Э. Роузом в 1996 году: валютный крах имеет место, когда
1. курс валюты упал по крайней мере на 25 % и
2. произошло увеличение в годовой скорости падения по крайней мере на 10 % (в случае плавного понижения курса на 25 % каждый год трудно говорить о «крахе»).

С помощью этих критериев эксперты МВФ определили с 1975 по 1997 годы 158 эпизодов в мире значительного спекулятивного давления на валютном рынке, 55 из которых закончились валютными крахами.

## Модели

### Первое поколение
Неизбежность валютных кризисов при попытках регулятора поддержать стабильный курс была показана уже в 1970-х годах С. Салантом (на примере биржевых товаров, в частности, золота в 1969 году). Модель Саланта и Хендерсона предполагала необходимость неуклонного увеличения курса (в случае биржевого товара повышение цены обеспечивается правилом Хотелинга). Кругман в 1979 году заметил, что модель применима и к действиям центрального банка с валютой, причиной увеличения равновесного курса зарубежной валюты являлся дефицит бюджета. Эта «каноническая» модель кризиса предполагала следующий ход событий
1. если золотовалютные резервы уже исчерпаны, обменный курс неизбежно упадёт, то есть, центральный банк должен будет отказаться от фиксированного курса;
2. но вкладчики разумны, и могут предсказать, что резервы будут исчерпаны, до этого момента;
3. при этом рациональным поведением является скупка иностранной валюты, чтобы нажиться тогда, когда произойдёт отказ от поддержки курса;
4. такое поведение приближает исчерпание резервов, что в свою очередь позволяет спекулянтам заметить слабость ещё раньше.

В итоге, когда резервы опустятся ниже некоторого уровня, в нормальной ситуации вполне достаточного на многие годы, произойдёт внезапная и молниеносная спекулятивная атака, которая исчерпает резервы и вынудит отказаться от фиксированного курса. В канонической модели, причиной кризиса, тем самым, является фундаментальное противоречие между двумя внутриполитическими решениями: финансированием дефицита бюджета через эмиссию денег и поддержанием фиксированного курса обмена валюты.

### Второе поколение
Модель второго поколения была впервые описана М. Обстфельдом в 1994 году в попытке объяснить кризисы 1992—1993 годов внутри Европейской валютной системы, которые в некоторых странах (Франция, Великобритания) не были напрямую связаны с чрезмерно стимулирующей денежной политикой. Поскольку фиксированный курс валюты — это всего лишь инструмент для достижения других целей (например, антиинфляционных ожиданий или доверия к валюте), то приверженность властей к фиксированному курсу всегда ограничена, так что существует неписаная «оговорка о выходе» (англ. escape clause). Согласно моделям с оговоркой о выходе, власти постоянно сравнивают преимущества фиксированного курса с преимуществами его изменения, кризис возникает в тот момент, когда игроки на рынке сочтут, что власти готовы использовать оговорку. Для возникновения кризиса потому необходимы три условия:
1. с одной стороны, государство должно почему-либо быть заинтересовано в том, чтобы отменить фиксированный курс. Например, большая задолженность государства в собственной валюте создаёт предпосылки для снижения курса валюты;
2. с другой стороны, у государства должны быть причины для того, чтобы такой курс поддерживать. Наряду с рациональными факторами, существенное влияние здесь имеет символическое значение валюты как национальной гордости;
3. цена поддержки курса должна возрастать, если участники рынка начнут подозревать, что фиксированный курс будет отменён. Такая ситуация складывается, когда возникает убеждённость в том, что курс изменится когда-то в будущем.

Модели второго поколения включают наличие множественных состояний равновесия на валютном рынке и возможность перехода из одного состояния в другое под действием случайных факторов («солнечных пятен», см. Теория солнечных пятен в экономике).
Некоторые исследователи относятся к моделям второго поколения критически, постулируя, что кризисы всегда вызываются объективными обстоятельствами. Так, Бордо и Шварц, проанализировав большое количество кризисов, делают вывод, что модели второго поколения, хотя и являются формально корректными, не улучшают понимания механизмов реальных кризисов.

### Субъективные факторы
В целом модели описывают валютный кризис, как неизбежное следствие политических решений, несовместимых с фиксированным курсом (многие исследователи убеждены в том, что несовместимы даже просто свободное движение капитала и фиксированный курс обмена). Кругман указывает также на дополнительные субъективные факторы, способствующие зарождению и развитию кризисов:
- «самоисполняющиеся кризисы» (англ. self-fulfilling) возникают тогда, когда вкладчики считают, что имеется вероятность того, что фиксированный курс может быть отброшен вследствие какой-либо структурной слабости экономики и сопутствующей ей нерешительности правительства. При этом возникает несимметричная ситуация: если играть на понижение валюты такой страны путём покупки иностранной валюты, то в том случае, если понижение курса состоится, игроки получат существенную прибыль, а если понижение не произойдёт, то убытки будут минимальными (потерянными окажутся лишь технические издержки, связанные с собственно обменом валюты). Тезис о существовании самоисполняющихся кризисов разделяется не всеми экономистами: М. Бордо[англ.] и А. Шварц, например, проанализировав кризисы до 1994 года, пришли к выводу, что все они были вызваны фундаментальным отсутствием баланса в атакованных экономиках[6];
- «поведение толпы» (люди иррационально предпочитают делать то же, что делают другие). В случае больших фондов в таком поведении есть и рациональное зерно: их вкладчики оценивают качество решений руководство фонда, сравнивая финансовые результаты его деятельности с результатами схожих фондов. При этом копирование поведения конкурентов позволяет руководству выглядеть по крайней мере компетентно. Поведение толпы одновременно задерживает раннее начало кризиса и ускоряет его ход;
- «инфекция» (кризис переходит с одной валюты на другую). Здесь играют роль как объективные факторы (экономики близких стран тесно связаны или их проблемы схожи), так и субъективные (руководство фонда, обжёгшегося в Таиланде, постарается избавиться от возможного риска в Корее);
- манипуляции рынками. Крупные игроки, которых Кругман назвал «соросами», могут запустить кризис, просто раскрыв свою короткую позицию против определённой валюты. Кругман отмечает, что этот сценарий происходит нечасто, но политики всегда готовы возложить вину на спекулянтов, даже если они не сыграли никакой роли в конкретном кризисе.

## Методы борьбы с кризисами
Центральный банк имеет много способов для борьбы с кризисом:
- введение жёсткого валютного регулирования и валютного контроля, предотвращающего быстрые перемещения «горячих» денег (в терминологии Кругмана, «возврат к 1960-м годам»);
- проведение экономической политики, предотвращающей снижение сбалансированного курса валюты. По мнению Кругмана, это сделать на самом деле трудно, так как рынки реагируют не на то, что правительство делает, но на то, что оно могло бы делать. Тем самым, даже жёсткие технические меры, вроде введения валютного совета, могут не помочь, если рынок сочтёт высокой вероятность отказа от них при возникновении экономических трудностей. Так, Сорос в 1992 году корректно предсказал, что правительство Великобритании сочтёт более важным снижение уровня безработицы, а не продолжение участия в Европейской валютной системе;
- увеличение затрат спекулянтов на приобретение иностранной валюты усложняет запуск «самоисполняющегося» кризиса. По замечанию Кругмана, возможно, что валютные кризисы случаются ныне столь часто именно из-за того, что улучшилась эффективность валютных рынков;
- введение плавающего курса валюты позволяет уменьшить вероятность кризиса, так как увеличивает риск для спекулянтов, делая ситуацию симметричной, а не односторонне выгодной для игроков на понижение.

### Повышение процентной ставки
Популярным методом противодействия кризису является повышение процентной ставки. Резкое повышение ставки центральным банком сокращает отток валютных резервов через простой механизм: типичный спекулянт занимает рубли (местную валюту, в оригинальном изложении — кроны) и покупает на них иностранную валюту; по сути обе операции проводятся с центробанком (коммерческие банки в такой ситуации служат лишь посредниками для валютных потоков). Высокие процентные ставки (в наиболее примечательных случаях доходившие до 500—1000 % в годовом эквиваленте) создают проблему для таких займов; спекулянты, лишённые возможности выиграть на потенциальном понижении курса сумму, превышающую затраты на проценты по займу, сдаются и продают иностранную валюту обратно центробанку.
A. Дразен указывает на следующие проблемы, из-за которых повышение ставок часто не останавливает кризис:
- Поднятие ставок как сигнал о намерениях центробанка имеет двойственный эффект: в зависимости от общей оценки эффективности властей, спекулянты могут счесть повышение ставок как признаком ужесточения политики, так и знаком паники в правительстве;
- Спекулятны могут решить, что правительство не рискнёт удерживать ставки на достаточном уровне в течение достаточного времени, так как повышение ставок создаёт проблемы в других секторах экономики:
  - повышение ставок снижает экономическую активность;
  - если существенная часть ипотек оформлена не с применением фиксированной ставки[англ.], а в форме плавающей ставки[англ.], то при достаточно длительном повышении ставок центробанка возникнут проблемы на рынке недвижимости;
  - повышение ставок ухудшает ситуацию с займами самого правительства, если бюджет уже сводится с дефицитом;
  - высокие ставки могут дестабилизировать банковскую систему.

### Займы
Центробанк может продемонстрировать свою решимость и повысить уровень валютных резервов также путём заимствования иностранной валюты у других центральных банков или у коммерческих банков. Хотя формально стоимость такого займа обычно невысока, эффективно центробанк тем самым занимает короткую позицию в иностранной валюте, которая может очень дорого обойтись, если защита от кризиса окажется неуспешной, что и ограничивает значимость такого сигнала для спекулянтов.

## Примеры
Бордо и Шварц выделяют в своём анализе следующие кризисы:
- крах системы Ло в 1716—1720 годах. Джон Ло пытался применить на практике свою созданную в 1705 году теорию о том, что создание дополнительных денег для финансирования масштабного экономического проекта позволит полнее использовать ресурсы и увеличит богатство без инфляции. На практике созданные в 1716 году банк и компания получили монопольные права на сбор французских налогов и внешнюю торговлю за пределами Европы, но не предприняли какого-либо проекта. Выпуск акций, а затем и банкнот, и обмен их участниками на монеты привёл к 1720 году к исчезновению монет из циркуляции;
- временный отказ Банка Англии от золотого стандарта в 1797 году в ходе паники 1796—1797 годов[англ.]. Во время кризиса, вызванного опасениями французского вторжения и повышенным спросом на золото во Франции в связи с отказом от ассигнатов, резервы банка упали вчетверо, до 1 миллиона фунтов стерлингов. Невозможность обмена купюр на золото сохранялась до начала XIX века; золотой стандарт был восстановлен лишь в 1803 году, через полгода после завершения войны с Францией;
- валютный кризис в США в 1861 году (приостановка обмена на золото до 1879 года) интересен тем, что кризис не был вызван избыточным выпуском бумажных денег. Резкий рост спроса на золото начался из-за неудачно сформулированных терминов военного займа, предоставленного частными банками правительству и негибкой политики казначейства, привёдшей банки к необходимости обмена бумаг на золото (Бордо и Шварц отмечают, однако, что последующий массовый выпуск гринбеков[англ.] мог так или иначе привести к тому же кризису);
- слабость доллара в США в 1894—1896 годах была вызвана последствиями закона Шермана о покупке серебра[англ.]. Принятый в 1890 году закон вызвал опасения по поводу конвертируемости казначейских билетов США 1890 года[англ.]. Хотя сам закон был отменён уже в 1893 году, давление на доллар продолжалось, и правительство США было вынуждено сделать заём у частных банков под 4 % годовых; необходимое золото было получено из Европы;
- валютный кризис 1914 года. С началом Первой мировой войны расположенная на тот момент в Лондоне система валютного клиринга перестала функционировать. Повысившийся в результате спрос на золото заставил многие страны ограничить обмен бумаг на золото. В США ограничения продлились до 1919 года;
- кризис французского франка в 1923—1926 годах. Курс обмена франка значительно колебался: 6,27 американского цента (1920 год) — 8,99 (апрель 1922 года) — 5,25 (декабрь 1922 года) — 3,49 (март 1924 года) — 6,71 (апрель 1924 года) — 4,7 (сентябрь 1926 года) — 2,02 (июль 1926 года) и стабилизировался на уровне 3,95 цента в конце 1926 года. Бордо и Шварц объясняют колебания комбинацией нескольких факторов: потери уверенности в способности правительства возвращать долги, недостаточное налогообложение при высоком уровне расходов, слишком низкие ставки по займам правительства, общее разочарование в послевоенном франке, внутриполитическая борьба левых и правых;
- кризис фунта стерлингов в 1931 году. Кризис начался после увеличения дефицита бюджета в связи с повышением расходов на пособия по безработице, вызванных Великой депрессией. Повышение процентной ставки не помогло, ситуация ухудшилась из-за банковских кризисов в других странах и сопутствующих им приостановок платежей. Банк Англии был в конце концов вынужден прекратить обмен фунта стерлингов на золото. Некоторые исследователи считают, однако, что это пример самозапускающегося кризиса, когда исчерпание золотовалютных резервов было вызвано игрой на понижение курса валюты;
- кризис доллара в феврале 1933 года. Победа Рузвельта на выборах 1932 года вызвала опасения, что новая администрация реализует свои высказанные прежде планы об отказе от золотого стандарта. Спекулянты начали занимать доллары и покупать на них фунты стерлингов, английские банки конвертировали избыток долларов в золото. Неопытный персонал ФРС не сумел предотвратить спекуляцию и в июне 1933 года США отменили золотой стандарт. Специалисты считают, что, в отличие от вынужденных девальваций в других странах, США в принципе могли избежать этого шага;
- кризис «золотого блока» в 1935—1936 годах. К 1935 году лишь несколько крупных экономик сохранили золотой стандарт: Франция, Бельгия, Голландия, Италия, Польша, Швейцария. Сохранение золотого стандарта в условиях проходивших валютных войн требовало проведения политики жёсткой экономии, которая была несовместима с необходимостью перевооружения. В итоге в 1936 году все страны золотого блока последовали за Францией, которая произвела девальвацию после заключения трёхстороннего валютного соглашения[англ.] с США и Великобританией о прекращении валютных войн;
- кризис фунта стерлингов в 1947—1949 годах. Как и другие европейские страны, по окончании Второй мировой войны Великобритания испытывала сильный дефицит платёжного баланса. Огромный заём со стороны США и Канады (5 миллиардов долларов) породил попытку вернуться к предвоенному курсу (4 доллара за фунт стерлингов). При этом не была учтена потеря конкурентоспособности страны за годы войны (американские эквивалентные товары оказались дешевле), и уже в августе 1947 года, всего через месяц после объявления о конвертируемости фунта, Великобритания была вынуждена приостановить обменные операции; до этого золотовалютные запасы снизились на миллиард долларов. Товарные спекуляции нерезидентов продолжались несмотря на отмену конвертируемости, и уже в сентябре 1947 года фунт стерлингов был девальвирован до 2,80 доллара;
- кризис доллара в 1960 году. Стабильность Бреттон-Вудской системы зависела от возможности США поддерживать курс золота на уровне 35 долларов за унцию. В 1960 году вследствие продолжавшейся экспансионной денежной политики США сумма обязательств США в долларах впервые превысила уровень золотых запасов, и спекулянты попытались провести атаку, используя рынок золота в Лондоне. Банк Англии в отсутствие поддержки казначейства США к октябрю 1960 года отказался от фиксирования курса золота, и оно подорожало до 40 долларов за унцию. 27 октября казначейство США поддержало Банк Англии, и с помощью различных мер, от ограничений на движение капитала до мер по улучшению платёжного баланса США, Бреттон-Вудскую систему удалось сохранить ещё на 10 лет;
- кризис фунта стерлингов в 1967 году. Экспансионная денежная политика лейбористов, пришедших к власти в 1964 году, создавала давление на обменный курс фунта стерлингов. Заём от МВФ в 1964 году и ограничительные фискальные меры в 1965 временно помогли, но уже к лету 1966 года давление возобновилось, ухудшившись к маю 1967 года. Паническая продажа фунта 17 ноября 1967 года привела на следующий день к девальвации до 2,40 доллара;
- кризис французского франка в 1968—1969 годах. Студенческие волнения во Франции в 1968 году привели к массовым забастовкам. Для разрешения конфликта заработная плата была увеличена на 11 %, а рабочая неделя сокращена. Результатом стало бегство капитала и снижение золотовалютных резервов к ноябрю 1968 года на 2,9 миллиарда долларов. Ограничительные меры, принятые в 1969 году, и займы на сумму 2,3 миллиарда долларов не помогли, и 10 августа 1969 года франк был девальвирован на 11,11 %;
- коллапс Бреттон-Вудской системы в 1971—1973 годах происходил в несколько этапов. Франция девальвировала франк в августе 1969 года и изменила свой платёжный баланс от дефицита в 1,7 миллиарда долларов в 1969 году к профициту в 2 миллиарда в 1971. При этом США продолжили экспансионную денежную политику, создав ощущение недооценённости немецкой марки вследствие продолжающихся дефицитов платёжного баланса США. После кратковременного закрытия валютных рынков в октябре 1969 года Германия ревальвировала марку на 9,29 %; приток заграничных капиталов привёл к высокой инфляции. В марте 1971 года сразу несколько европейских стран конвертировали доллары в золото для уплаты взносов в МВФ, при этом золотой запас США опустился ниже уровня 1936 года. Ускорение оттока золотовалютных резервов привело к приостановке обменных операций 5 мая 1971 года; 9 мая Германия и Голландия перешли на плавающий курс обмена своих валют. Однако, это не разрешило проблем с японской иеной, которые не поддавались валютному контролю в Японии, так как дефицит баланса образовывался в результате торговли. 15 августа 1971 года США приостановили конвертируемость доллара и валютные свопы с целью заставить другие страны или держать доллары, или обменивать их по рыночной цене, эффективно ревальвируя свои валюты. Валютные рынки закрылись, за исключением японского, на котором Япония была вынуждена приобрести 4 миллиарда долларов за две недели, после чего был введён плавающий курс иены, и, после открытия валютных бирж 23 августа, других валют. Попытки сохранить систему продолжались; 17-18 декабря 1971 года на совещании в Смитсоновском институте валюты были ревальвированы по отношению к доллару, и новая цена на золота была установлена на уровне 38 долларов за унцию. Новые фиксированные (с диапазоном ±2,25 %) курсы не вызвали доверия на рынках; цены на золото в Лондоне продолжили рост. Торговый дефицит и дефицит платёжного баланса США взлетели до небес, вместе с ними возросли долларовые запасы европейских стран и Японии. После неуспешного введения валютного контроля в Японии (наряду с Голландией и Германией), 10 февраля 1973 года Япония прекратила поддержку доллара и вновь закрыла валютную биржу. Судорожные переговоры определили новые обменные курсы, с ценой золота 42,22 доллара за унцию, но кризис продолжался, и в марте 1973 года фиксация курсов валют к доллару была прекращена;
- колебания «европейской валютной змеи» в 1970-х годах. Отсутствие общей денежной и экономической политики среди стран-членов «змеи» привело к цепочке кризисов: страны выходили из системы (Франция — дважды), происходили ревальвации (немецкая марка — четыре раза) и девальвации (например, всех валют по отношению к немецкой марке в октябре 1976 года). В конце 1978-начале 1979 года был создан новый механизм, Европейская валютная система;
- девальвация в Мексике 1976 года была запущена стимулирующей денежной политикой, проводимой с 1972 года. Бюджетные дефициты (2.5 % ВНП в 1971 году, 10 % в 1975) привели к ускорению роста денежной массы (34 % в 1975 году) и зависимости от внешних займов с 1974 года. Сопутствующая 20-процентная (1973—1974) инфляция привела к относительному удешевлению импорта при фиксированном курсе 12,5 песо за доллар и увеличению дефицита платёжного баланса с 1 миллиарда долларов США (1971) до 4,4 миллиарда (1975), или около 5,5 % ВНП. Попытки президента Эчеверриа продолжать стимулирование экономики оказались неуспешными из-за исчерпания валютных резервов, несмотря на ограничение импорта. 31 августа 1976 года курс песо был сделан плавающим и быстро вырос до 23 песо за доллар. Мексика начала переговоры с МВФ о займе;
- чилийский валютный кризис 1982 года. Чилийское правительство в июне 1979 года попыталось сдержать 35%-ную инфляцию путём фиксации курса на уровне 39 песо за доллар. Однако, инфляция в США и борьба с ней путём повышения американских процентных ставок до 13,3 % в 1981—1982 годах, создали сложную ситуацию. Так, торгуемые товары в Чили подешевели, как и следовало ожидать в условиях доверия к мерам по ограничению инфляции, но неторгуемые товары подорожали, по-видимому, из-за механизма индексации зарплат. Приток капитала в 1980—1981 годах, вызванный инфляцией в США, сменился оттоком капитала и рецессией в 1982. В итоге в июне 1982 года была проведена девальвация песо на 18 %; а к концу года курс составил 73,43 песо за доллар;
- девальвация в Мексике 1982 года. Сменивший Эчеверриа президент Портильо поначалу придерживался предписаний МВФ, однако, с троекратным ростом оценок мексиканских запасов нефти в 1975—1977 годах, возобновил стимулирующую политику с применением гибкого курса песо по отношению к доллару (песо ослаблялся на 9 % ежегодно) и государственных облигаций CETES[исп.]. Возросшие доходы от нефти не покрывали дефицитов, связанных с фискальной политикой и относительным удешевлением импорта, роль иностранных займов возросла, и к 1981 году общий объём задолженности превысил 80 миллиардов долларов. Коррекция была практически неизбежной (80 % валютной выручки уходило на обслуживание долгов), но государственные расходы не были ограничены. Так, за 40-процентной девальвацией песо 17 февраля 1982 года последовало повышение зарплат на 30 %. Переход на двойной курс обмена не помог, и 1 сентября банки были национализированы. Экономика оказалась в глубоком кризисе, до 1988 года среднегодовая инфляция составляла 86 %, а ВВП сокращался на 1,9 % в год;
- кризис Европейского механизма регулирования валютных курсов (ERM) в 1992—1993 годах зачастую объясняется эффектами объединения Германии (1990 год); валюты внутри ERM были привязаны к немецкой марке. По оценке Бордо и Шварц, система была неустойчивой и до этого потрясения; среди причин они упоминают отмену ограничений на движение капитала в 1989 году и иррациональную веру в возможности и желание Бундесбанка в области борьбы со спекуляцией. После объединения Германии денежная политика отличалась сдержанностью, целью которой была борьба с инфляцией. Сочетание высоких процентных ставок в Германии и низких в США привело к притоку капитала и росту реального курса марки. Сопутствующая потеря конкурентоспособности в других европейских странах — от Испании до таких не-членов ERM, как Финляндии — которая стала очевидной во второй половине 1991 года, убедила спекулянтов в неизбежности грядущего пересмотра курсов. Первая атака была проведена против итальянской лиры с февраля 1992 года, резервы Италии стали быстро убывать к июню. Последовавшие атаки на финскую марку, шведскую крону, фунт стерлингов. В дополнение к займам у Бундесбанка, страны выбрали различные механизмы защиты: подъём процентных ставок (до 15 % в Италии, до 500 % в Швеции), девальвацию (Финляндия, 12 % в конце 1991 года, Италия, 7 % в сентябре 1992 года), введение плавающего курса (Финляндия, сентябрь 1992 года). Некоторые атаки, в том числе против франка в сентябре 1992 года, были успешно отбиты. К началу 1993 года волна атак спала, а к августу механизм был реформирован и приближен к плавающим курсам обмена;
- девальвация в Мексике 1994 года во время т. н. «текилового кризиса» рассматривается большинством исследователей как классический пример чисто спекулятивной атаки на песо без каких-либо фундаментальных проблем в экономике (Бордо и Шварц с этой оценкой не соглашаются, указывая на росший в то время дефицит текущего баланса и неустойчивость банковской системы, где 27 % займов были сделаны в долларах). Правительство Салинаса сократило государственные расходы (в 1992 году бюджет был сведён с профицитом, до самого кризиса бюджетная ситуация Мексики оставалась одной из лучших в ОЭСР). 1 января 1994 года леворадикальная Сапатистская армия национального освобождения начала вооружённое восстание в штате Чьяпас. Комбинация начавшихся политических беспорядков и повышения процентных ставок в США вызвала резкий отток иностранной валюты. В 1994 году ставки по облигациям Cetes возросли, и правительство Мексики переключилось на финансирование через номинированные в долларах исп. Tesobonos. 20 декабря песо был девальвирован на 15 %, а 22 декабря был введён плавающий курс.